# Church of Scotland Act 1921
Il Church of Scotland Act 1921 è una legge del Parlamento britannico approvata nel 1921 per mettere fine alla secolare disputa tra Parlamento e Chiesa di Scozia. La legge assicurò alla Chiesa piena indipendenza nelle materie spirituali.